# Down Under (canção)
"Down Under" é uma canção da banda australiana Men at Work. Composta por Colin Hay e Ron Strykert, foi lançada no álbum Business as Usual.
É uma canção alegre e cômica sobre australianos viajando pelo mundo confiantes das virtudes de seu país e sobre a imposição da norte-americana e europeia às belezas naturais de seu país. A canção foi um sucesso de vendas em vários países, incluindo o Reino Unido, onde alcançou o primeiro lugar nas paradas, sendo a única canção deles a entrar nos "Top 20" daquele país. Ela tornou-se um hino extra-oficial para a Austrália para vários movimentos underground ou musicais de seu país. Foi a canção que concluiu a cerimônia de encerramento dos Jogos Olímpicos de Verão de 2000.

## Plágio
Greg Ham, o flautista da banda, foi acusado de copiar a melodia da flauta de "Kookaburra Sits in the Old Gum Tree", uma canção folclórica composta em 1934 pela professora australiana Marion Sinclair a respeito de um pássaro nativo da Austrália.